# Abdera

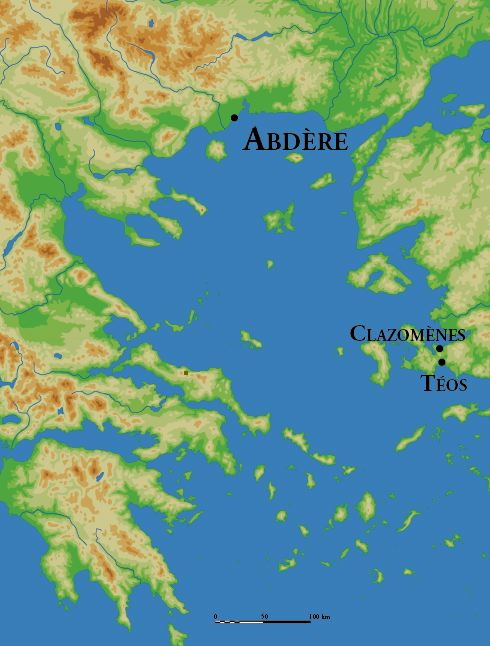
Lage der Stadt Abdera in Griechenland (Antike)

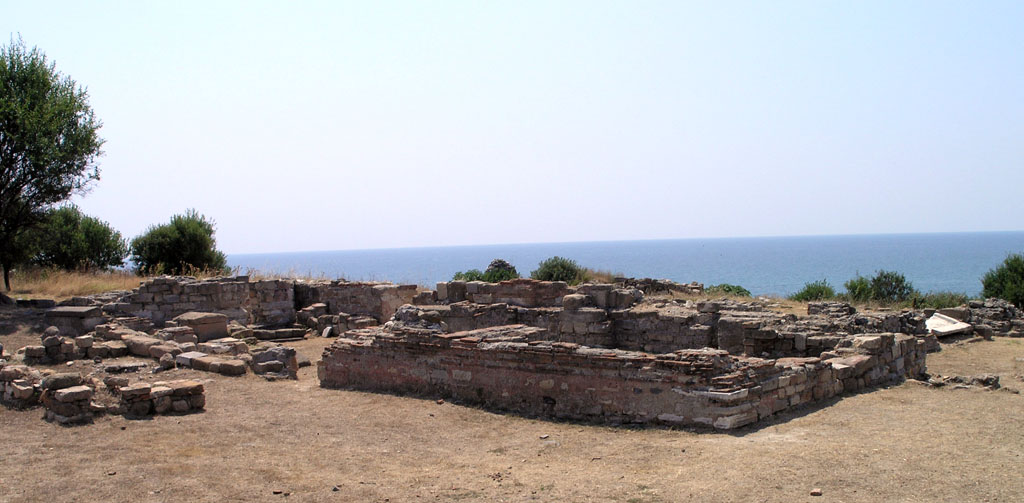
Tempel auf der Akropolis der Stadt Abdera

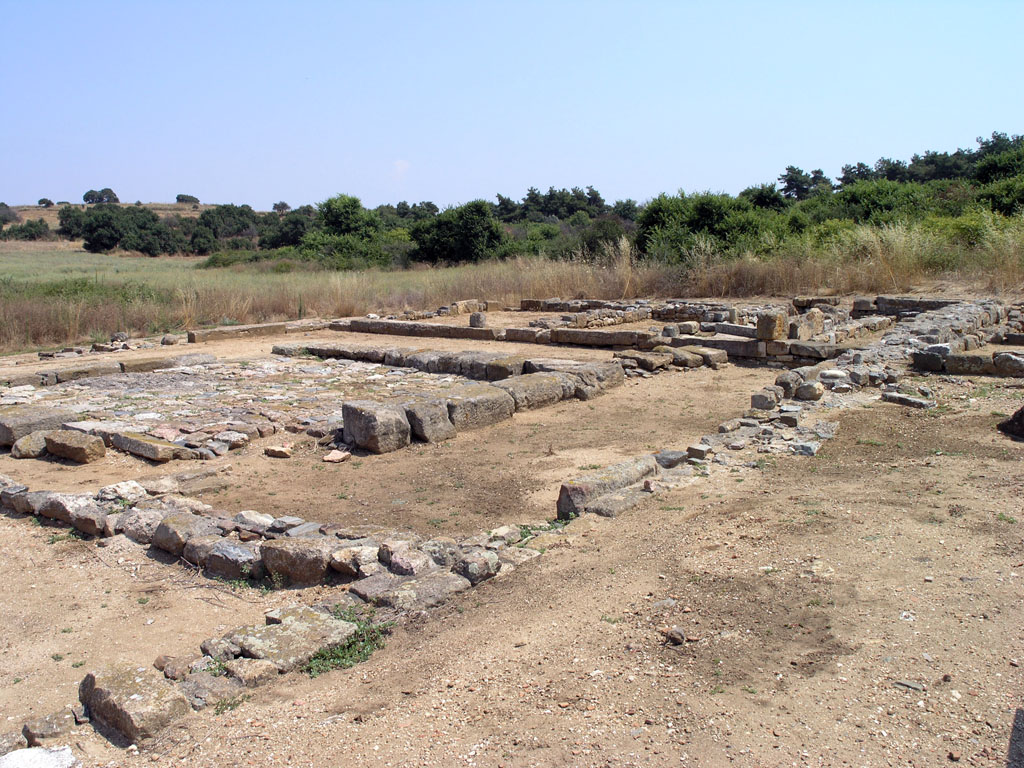
Haus der antiken Stadt Abdera

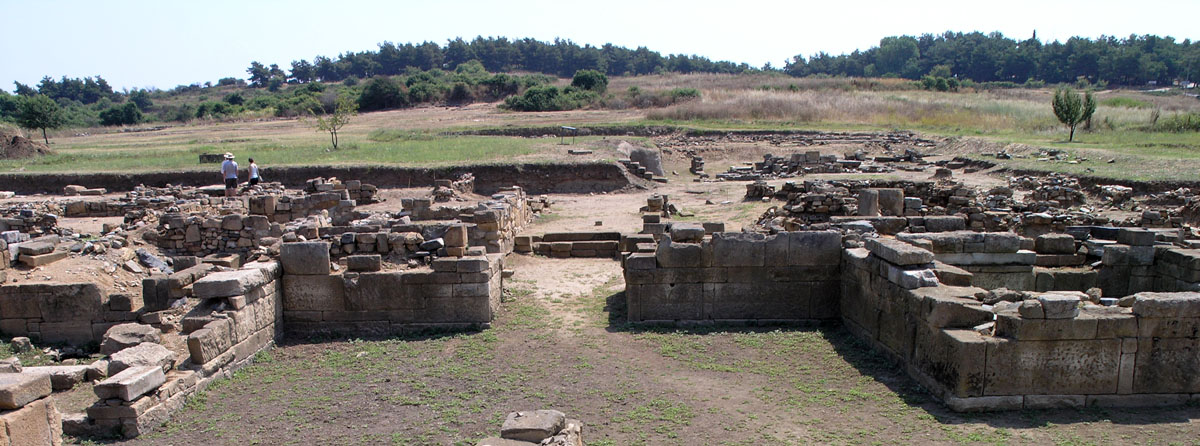
Westtor der antiken Stadt Abdera

Abdera (polytonisch: altgriechisch Ἄβδηρα monotonisch: neugriechisch Άβδηρα, neugriechisch ausgesprochen: Avdira; alle Namensformen (n. pl.)) war eine bedeutende antike thrakische Stadt auf Kap Balustra 16 km nordöstlich der Mündung des Nestos in das Ägäische Meer. Sie war Heimat der Philosophen Demokrit und Protagoras, büßte aber in der Römerzeit ihre Bedeutung ein. Nach ihr wurde die moderne Stadt und Gemeinde Avdira benannt. Eine weitere Stadt mit diesem Namen existierte in antiker Zeit an der südspanischen Küste.

## Geschichte

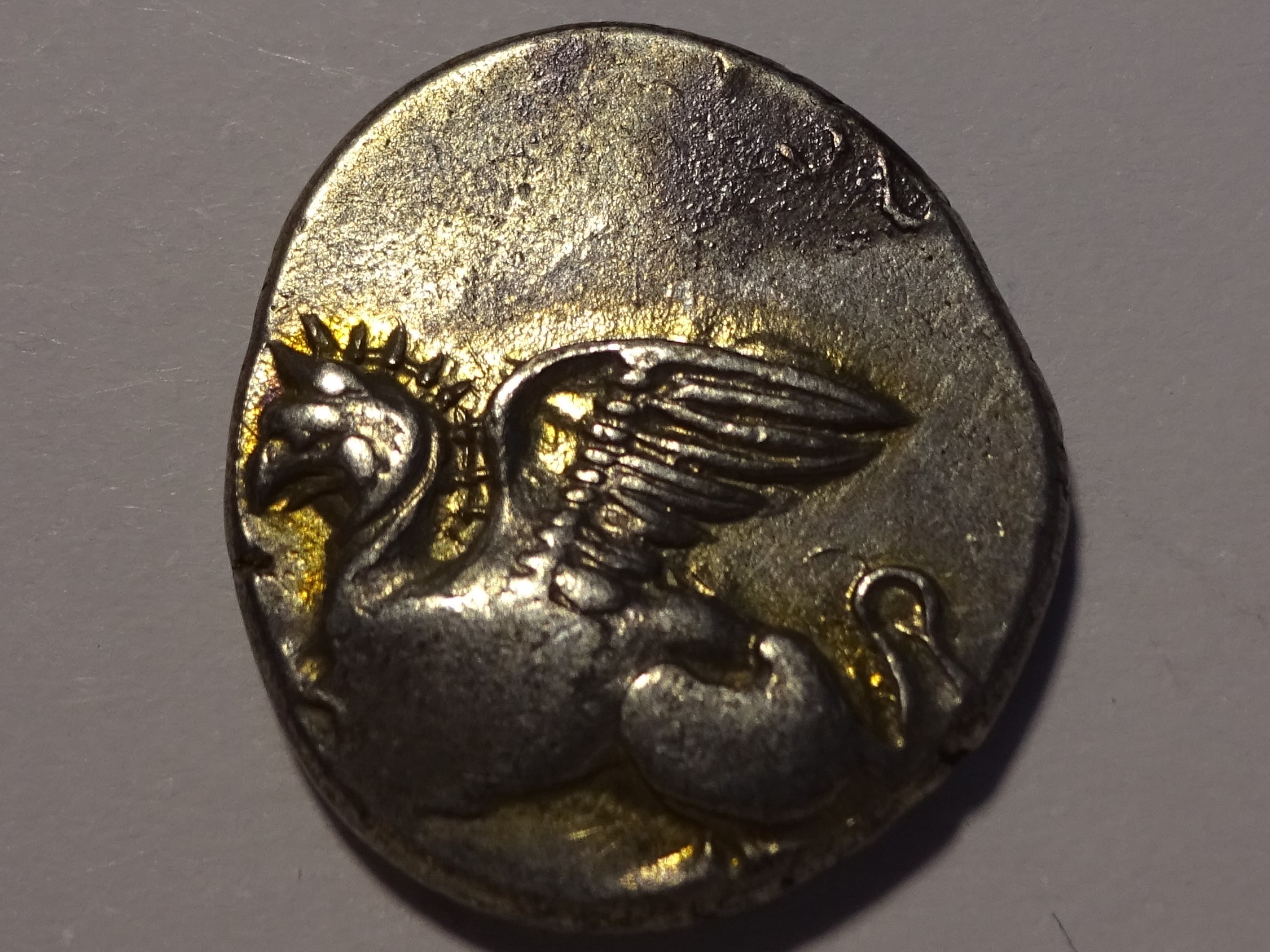
Tetrobol aus Abdera, Magistrat Protes

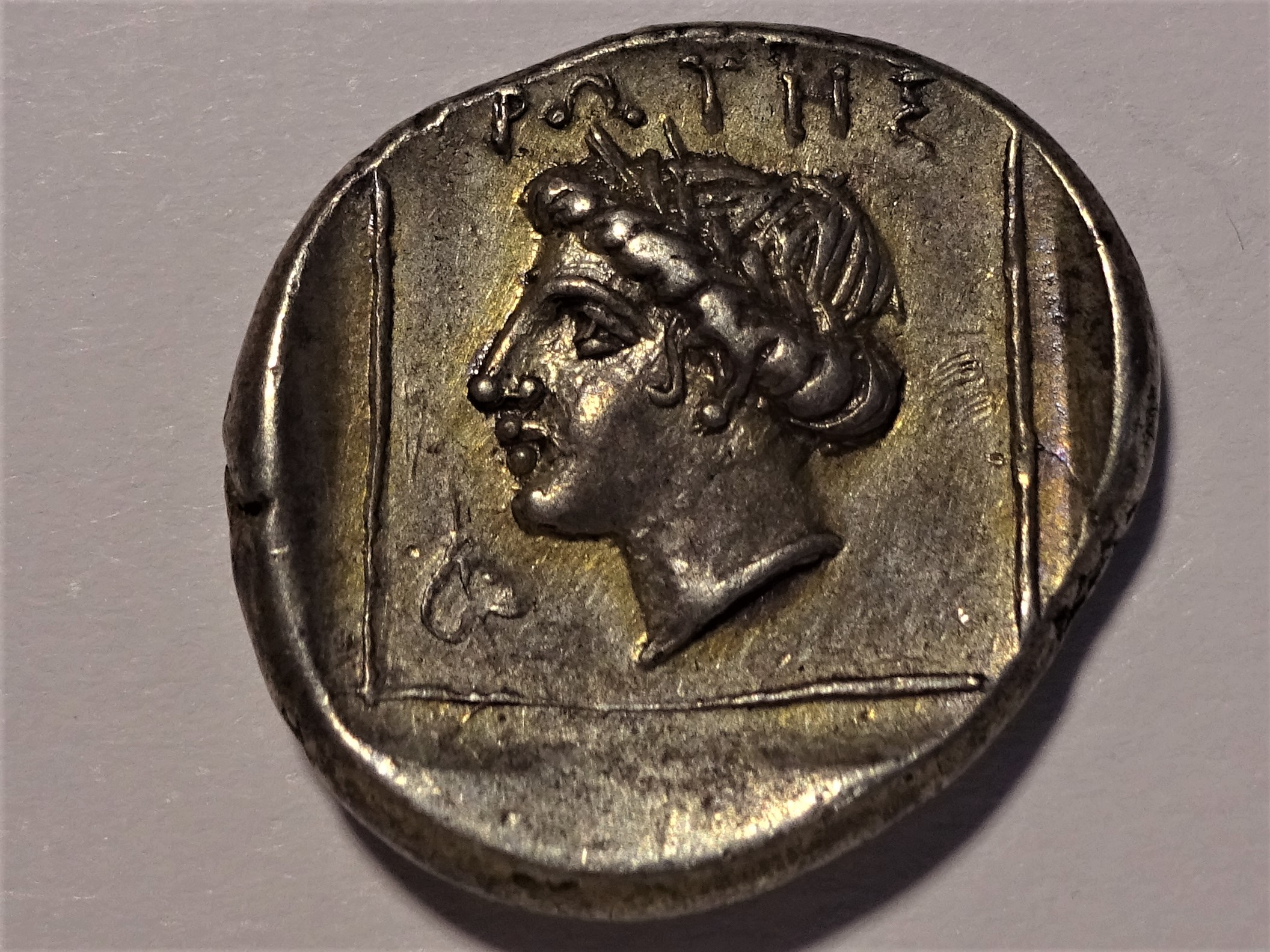
Vorderseite des Tetrobol aus Abdera, ca. 411 bis 385 v. Chr.

Als mythischer Gründer von Abdera wird häufig Herakles genannt; der Name Abdera leitet sich vom Heros Abderos ab. Herakles soll die Stadt an der Stelle erbaut haben, an der Abderos von den menschenfressenden Rossen des Diomedes zerrissen worden war. Die geschichtlich fassbare erste Gründung von Abdera erfolgte – gemäß der Datierung der Chronik des Kirchenvaters Eusebius von Caesarea – um 656 v. Chr. durch von Timesias angeführte Kolonisten aus der ionischen Stadt Klazomenai. Die ersten Siedler der Stadt lebten jedoch nicht lange in der griechischen Kolonie, da diese Anfang des 6. Jahrhunderts v. Chr. von dort ansässigen Thraker-Stämmen zerstört wurde. Eine archaische, etwa in die Zeit von 650–600 v. Chr. zu datierende Nekropole von Abdera wurde durch Ausgrabungen freigelegt. Um 544 v. Chr. verließen viele Einwohner von Teos ihre Stadt, da sie Harpagos, dem Feldherrn von Kyros II., keinen erfolgreichen Widerstand entgegensetzen konnten und sich ihm nicht unterwerfen wollten. Sie segelten nach Thrakien und gründeten Abdera neu. Nach epigraphischen Erkenntnissen bestand in der Folge eine enge Verbindung zwischen Abdera und Teos; und Abdera übernahm auch viele in Teos übliche zivile und religiöse Einrichtungen.
Ab etwa 512 v. Chr. stand die Stadt unter persischer Herrschaft und diente diesem Reich aus Ausgangsbasis für Operationen in Thrakien. Als Xerxes I. in Griechenland einfiel, scheint Abdera bereits blühend und mächtig gewesen zu sein, und es gehörte zu den Städten, die den Großkönig und sein Heer auf seinem Marsch nach Griechenland unter kostspieligem Aufwand verköstigten. Auf seiner Flucht nach der Schlacht von Salamis (480 v. Chr.) legte Xerxes einen Zwischenstopp in Abdera ein und revanchierte sich für die Gastfreundschaft ihrer Einwohner durch Überreichung einer Tiara und eines goldenen Krummsäbels. Nach der Niederlage der Perser in den Perserkriegen schloss sich Abdera 478 v. Chr. dem ersten Attischen Seebund an. Thukydides erwähnt, dass die Stadt am Beginn des Peloponnesischen Kriegs die westlichste Grenze des Reichs der Odrysen bildete.
Der Reichtum und die Bedeutung, deren sich Abdera insbesondere im späten 6. und im 5. Jahrhundert v. Chr. erfreute, beruhten auf der Landwirtschaft in den fruchtbaren Anbaugebieten der Schwemmlandebene, den Edelmetallvorkommen im benachbarten Gebirge und dem Handel, den die Stadt mit dem thrakischen Hinterland trieb. Der Wohlstand Abderas in klassischer Zeit lässt sich an den seit etwa der Mitte des 6. Jahrhunderts v. Chr. geprägten, künstlerisch schönen Silbermünzen ablesen sowie an der hohen jährlichen Steuer von 10 bis 15 Talenten, die es als Mitglied des Attischen Seebundes zu zahlen hatte. Auf den von Abdera emittierten Münzen ist der Greif abgebildet.
408 v. Chr. unterwarf der Feldherr Thrasybulos Abdera der direkten Hegemonie Athens. 376 v. Chr. erlitt die Stadt eine schwere Niederlage gegen den mächtigen thrakischen Stamm der Triballer, und ihr Gebiet wurde verwüstet. Indessen befreite der mit einer athenischen Streitmacht erschienene Feldherr Chabrias die Abderiten aus der drohenden Gefahr. Aufgrund dieses Schlags verlor die Stadt dauerhaft ihre frühere Bedeutung. Laut dem archäologischen Befund wurde sie um 350 v. Chr. von König Philipp II. unter makedonische Herrschaft gebracht und neu gegründet. Sie kam dann in der hellenistischen Periode nacheinander in die Hand des Lysimachos, der Seleukiden, Ptolemäer und erneut der Makedonen. Nach der Niederlage Philipps V. in der Schlacht von Kynoskephalai (197 v. Chr.) wurde Abdera von den Römern für frei erklärt. Dennoch eroberten der römische Prätor Lucius Hortensius und König Eumenes II. von Pergamon 170 v. Chr. die Stadt und verwüsteten sie. Als die Römer das makedonische Königreich nach ihrem entscheidenden Sieg in der Schlacht von Pydna 168 v. Chr. auflösten, erklärten sie Abdera erneut für autonom. Als Freistadt wurde sie noch im 1. Jahrhundert n. Chr. von Plinius erwähnt. Sie verlor aber in der Römischen Kaiserzeit weiter an Bedeutung und wurde mehr und mehr herabgewirtschaftet. Im 6. Jahrhundert n. Chr. wurde oberhalb von Abdera eine kleine Siedlung angelegt.
Abdera ist heute ein Titularbistum der katholischen Kirche.

## Ausgrabungen
Seit den 1950er Jahren finden archäologische Ausgrabungen in den Ruinen von Abdera statt. Das Archäologische Museum und die heutige Stadtmitte sind etwa drei Kilometer von den Ruinen entfernt.
Neben der archaischen Nekropole wurden größere Abschnitte der antiken Stadtmauer freigelegt, ebenso Teile der Stadt, die der archaischen und klassischen Periode angehören. Um 350 v. Chr. kam es zu einer Verlagerung des Stadtgebiets in südlicher Richtung, wobei es nun nach dem Hippodamischen System angelegt wurde. Dort fanden sich ausgedehnte Insulae der hellenistischen und römischen Ära. Die Fundamente eines großen Gebäudes im Südwesten der antiken Stadt dürften zu einem römischen Bad gehören. Ferner wurde ein westliches Stadttor mit zwei Türmen entdeckt, zu dem eine zentrale Straße der Stadt führte. Auch kamen Überreste eines Theaters zum Vorschein.

## Abderitismus
Obwohl Abdera die Heimatstadt der berühmten, der atomistischen Schule von Abdera zugerechneten griechischen Philosophen Leukipp (allerdings wird ihm auch Milet zugeschrieben), Demokrit, Protagoras und Anaxarch war und der Dichter Anakreon von Teos hierher zog, galten die Bewohner der Stadt als beschränkt und hatten einen ähnlichen Ruf wie die Schildbürger. Wer als „Abderit“ bezeichnet wurde, galt in der Antike als einfältiger Mensch. Antike Naturforscher sahen die Ursache hierfür in den in Abdera vorherrschenden klimatischen Verhältnissen sowie im Vorkommen einer bestimmten Sorte von Nieswurz. Entsprechend dieser Anschauung der Abderiten wird auch Kleinstädterei beziehungsweise Schildbürgertum als Abderitismus bezeichnet. In Anspielung darauf lokalisiert noch Christoph Martin Wieland seinen satirischen Roman Die Abderiten (1774) in Abdera. Sein Roman stellt die typisierte Narrheit der Abderiten als menschliche Grundkonstante dar, die, zu allen Zeiten an allen Orten zu finden, gleichsam kosmopolitisch ist. Auch Friedrich Dürrenmatt lokalisiert sein satirisches Hörspiel Der Prozess um des Esels Schatten (1951) in Abdera. In seinem 1922 erschienenen utopischen Roman Die Inseln der Weisheit verteidigt Alexander Moszkowski die angebliche Blödheit der Abderiten als eine unserer Zeit überlegene Vernunft:

„Wir halten es für ausgemacht, daß Abdera eine Brutstätte der Dummheit gewesen ist, und die bekannten Beweise genügen uns. Folglich ist es vernünftig, die Abderiten für Blödlinge zu halten. Ich brauche nur den Gesichtswinkel etwas zu verschieben, und die Dinge verkehren sich ins Gegenteil … waren die Abderiten wirklich so wie sie geschildert werden, dann repräsentieren sie einen höheren Menschenschlag, und wir haben alle Ursache, sie zu beneiden.“